# Снітівка
Сніті́вка — село в Україні, у Летичівській селищній громаді Хмельницького району Хмельницької області. Населення становить 423 особи.
Через село протікає річка Вовк, в межах села в яку впадає річка Безіменна. На місцевості є великий ставок, який в наш час орендований. На центральній вулиці міститься парк, церква та пам'ятник воїнам, загиблим у німецько-радянській війні 1941—1945 років.
У 1990-х роках діяв кар'єр, де видобувався камінь та пісок. На вулиці Колгоспній знаходиться школа СЗОШ I—III ступенів № 1 та будинок культури.

## Історія
7 (20) листопада 1917 року, відповідно до Третього Універсалу Української Центральної Ради, увійшло до складу Української Народної Республіки.
Під час організованого радянською владою Голодомору 1932—1933 років помер щонайменше 301 житель села.
12 червня 2020 року, відповідно до розпорядження Кабінету Міністрів України № 727-р «Про визначення адміністративних центрів та затвердження територій територіальних громад Хмельницької області», увійшло до складу Летичівської селищної територіальної громади.
19 липня 2020 року, в результаті адміністративно-територіальної реформи та ліквідації Летичівського району, село увійшло до складу новоутвореного Хмельницького району.

## Відомі люди

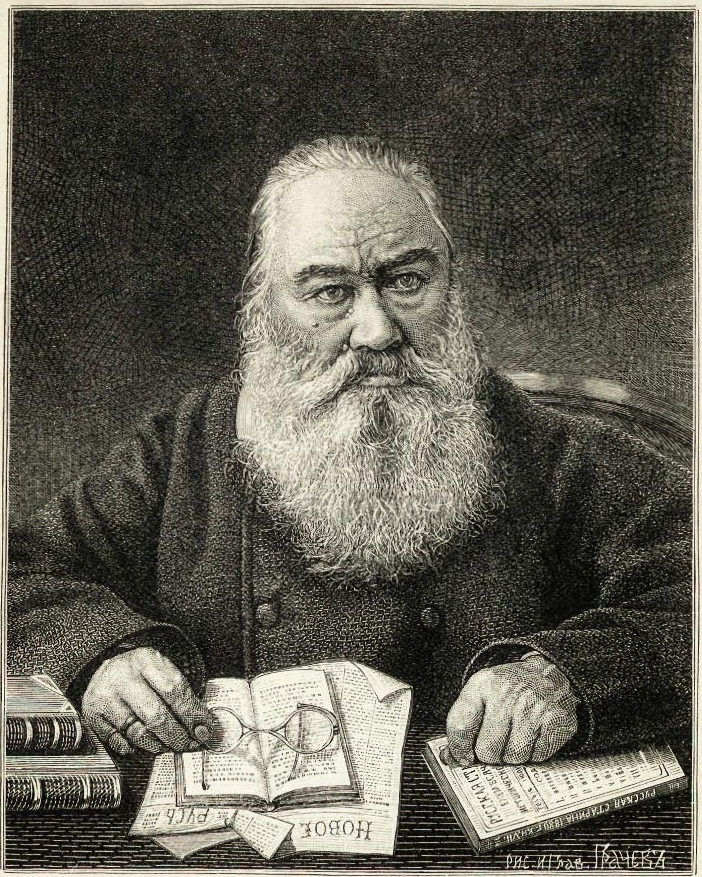
Еразм Стогов (1797—1880)

В Снітівці мешкав дід Анни Ахматової по материнській лінії Еразм Стогов. Після того, як він відпрацював певний час начальником канцелярії жандармерії київського генерал-губернатора Дмитра Бібикова, придбав у Летичівському повіті маєток Снітівку і оселився тут.